# Слобідсько-Смотрицька сільська рада
Слобі́дсько-Смотри́цька сільська́ ра́да — колишня адміністративно-територіальна одиниця та орган місцевого самоврядування в Чемеровецькому районі Хмельницької області. Адміністративний центр — село Слобідка-Смотрицька.

## Загальні відомості
- Територія ради: 3,921 км²
- Населення ради: 1 039 осіб (станом на 2001 рік)

## Населені пункти
Сільській раді підпорядковані населені пункти:
- с. Слобідка-Смотрицька
- с. Гайове
- с. Діброва
- с. Нова Гута

## Склад ради
Рада складається з 12 депутатів та голови.
- Голова ради: Цимбалістий Василь Андрійович
- Секретар ради: Маслянко Ніна Іванівна

### Керівний склад попередніх скликань
| Прізвище, ім'я, по батькові   | Основні відомості                                                               | Дата обрання | Дата звільнення |
| ----------------------------- | ------------------------------------------------------------------------------- | ------------ | --------------- |
| Цимбалістий Василь Андрійович | Сільський голова, 1964 року народження, освіта середня спеціальна, безпартійний | 26.03.2006   | 31.10.2010      |
| Цимбалістий Василь Андрійович | Сільський голова, 1964 року народження, освіта середня спеціальна, безпартійний | 31.10.2010   |                 |

Примітка: таблиця складена за даними сайту Верховної Ради України

### Депутати
За результатами місцевих виборів 2010 року депутатами ради стали:

#### За суб'єктами висування
| Суб'єкт висування | Кількість обраних депутатів | %    |
| ----------------- | --------------------------- | ---- |
| Самовисування     | 8                           | 66,7 |
| Народна партія    | 4                           | 33,3 |

#### За округами
| № округу       | Прізвище, ім'я, по батькові     | Дата визнання обраним | Освіта             | Партійна приналежність | Відомості про обраного депутата                               |
| -------------- | ------------------------------- | --------------------- | ------------------ | ---------------------- | ------------------------------------------------------------- |
| Народна Партія |                                 |                       |                    |                        |                                                               |
| 2              | Довгань В'ячеслав Володимирович | 02.11.2010            | вища               | позапартійний          | Слобідко-Смотрицьке НВО, вчитель                              |
| 6              | Бакшанська Надія Іванівна       | 02.11.2010            | вища               | позапартійна           | Слобідко-Смотрицьке НВО, вчитель                              |
| 11             | Кубряк Андрій Володимирович     | 02.11.2010            | середня спеціальна | позапартійний          | ДП Агрообєднання «Слов'янське», охоронець                     |
| 12             | Кушнір Василь Васильович        | 02.11.2010            | середня спеціальна | позапартійний          | ТОВ Слобідко-Смотрицьке, механізатор                          |
| Самовисування  |                                 |                       |                    |                        |                                                               |
| 1              | Павлов Анатолій Дмитрович       | 02.11.2010            | середня спеціальна | позапартійний          | пенсіонер                                                     |
| 3              | Довгань Людмила Миколаївна      | 02.11.2010            | середня спеціальна | позапартійна           | Слобідко-Смотрицький фельшерсько акушерський пункт, завідувач |
| 4              | Павлов Віктор Володимирович     | 02.11.2010            | середня спеціальна | позапартійний          | ПП «Альма-Віта», приймальник сільського молока                |
| 5              | Підлісна Надія Миколаївна       | 02.11.2010            | середня спеціальна | позапартійна           | ТОВ «Слобідко-Смотрицьке», завідувач тваринницькою фермою     |
| 7              | Маслянко Лілія Казимирівна      | 02.11.2010            | середня спеціальна | позапартійна           | Слобідко-Смотрицька сільська рада, технічний працівник        |
| 8              | Кренгель Емілія Казимирівна     | 02.11.2010            | вища               | позапартійна           | Слобідко-Смотрицька сільська рада, бухгалтер                  |
| 9              | Маслянко Ніна Іванівна          | 02.11.2010            | середня спеціальна | позапартійна           | Слобідко-Смотрицька сільська рада, секретар                   |
| 10             | Горішна Ганна Петрівна          | 02.11.2010            | середня спеціальна | позапартійна           | Гаївська сільська бібліотека, бібліотекар                     |